# Grevillea obtecta
Grevillea obtecta là một loài thực vật có hoa trong họ Quắn hoa. Loài này được Molyneux miêu tả khoa học đầu tiên năm 1985.